# Геккер, Фридрих Франц Карл
Фри́дрих Франц Карл Ге́ккер, редко Гекер (нем. Friedrich Franz Karl Hecker; 28 сентября 1811, Ангельбахталь — 24 марта 1881, Саммерфилд, Иллинойс, США) — немецкий революционер, руководитель баденской революции (апрель 1848), адвокат в Мангейме. Эмигрировав в США, стал агитатором-аболиционистом, участвовал в Гражданской войне (1861—64).

## Политическая деятельность

### В Германии
Выбранный в 1842 году в баденскую палату, он примкнул к оппозиции. Впервые имя Геккера становится известным после высылки его прусским правительством в 1845 г. из Берлина, вследствие его агитации по шлезвиг-голштейнскому вопросу.
В 1846—1847 годы Геккер в союзе со Струве открыто выступает руководителем крайней партии. Сделанное им предложение приостановить взыскание налогов впредь до изменения правительственной системы было отклонено палатой, вследствие чего он в 1847 г. сложил с себя депутатские полномочия, но скоро был вновь выбран в палату.
Когда началось движение 1848 г., Геккер на собрании в Хайдельберге (5 марта) открыто объявил себя демократом и республиканцем. Как член «предварительного парламента» (de:Vorparlament), он старался добиться, чтобы это собрание было объявлено постоянным; когда же это не удалось, стал подготавливать восстание, думая застать врасплох южно-германские правительства.
12 апреля Геккер и Струве из Констанца обнародовали призыв к восстанию. 20 апреля, при столкновении у Кандерна, Геккер потерпел неудачу и бежал в Швейцарию. Баденский избирательный округ дважды избирал его в национальное собрание, но эти выборы были признаны недействительными.

### В США
Геккер отправился в Северную Америку. После начала майской революциив 1849 году он на короткое время возвратился по приглашению временного правительства в Европу, но так как восстание было уже подавлено, снова отправился в Америку, где стал фермером в штате Иллинойс и с 1856 года выступил агитатором республиканской партии. В 1851 году написал предисловие к немецкому переводу "Прав человека" Томаса Пейна.
Когда в 1861 году в Северной Америке началась Гражданская война, Геккер с набранным им 24-м Иллинойсским пехотным полком, состоявшим из немецких, венгерских, чешских и словацких иммигрантов, в основном ветеранов революции 1848 года, примкнул к армии федерального генерала Фримонту. В октябре 1862 года он стал полковником 82-го Иллинойсского пехотного полка, который включал, помимо немцев, европейских евреев и скандинавов. Полк был сформирован в октябре 1862 года, а 9 ноября его ввели в состав бригады Шиммельфеннига (1-й бригады 3-й дивизии XI корпуса Потомакской армии)
Обойдённый чином, он в 1864 году сложил с себя командование.
Объединение Германии старый агитатор встретил с большим восторгом. В 1873 году он на короткое время приезжал в Германию.

## Издания
Напечатал:
- «Reden und Vorlesungen» («Neust. a. d. H.» 1872);
- «Betrachtungen über den Kirchenstreit in Deutschland und die Infallibilitä t» (там же, 1874), где категорически высказывается в пользу прусских церковных законов.